# Coelioxys alayoi
Coelioxys alayoi är en biart som beskrevs av Genaro 2001. Coelioxys alayoi ingår i släktet kägelbin, och familjen buksamlarbin. Inga underarter finns listade i Catalogue of Life.